# Senatori dell'Alaska
L'Alaska è entrata a far parte degli Stati Uniti d'America il 3 gennaio 1959. Come tutti gli stati, elegge due senatori al Senato degli Stati Uniti, e quelli dell'Alaska appartengono alle classi 2 e 3. Gli attuali senatori sono i repubblicani Lisa Murkowski e Dan Sullivan.

## Elenco

### Classe 2
| N.      | Foto    | Senatore     | Partito | Partito      | Carica           | Carica           | Congresso | Mandati | Elezioni |
| N.      | Foto    | Senatore     | Partito | Partito      | Inizio           | Termine          | Congresso | Mandati | Elezioni |
| ------- | ------- | ------------ | ------- | ------------ | ---------------- | ---------------- | --- | ------- | --- |
| 1       |         | Bob Bartlett |         | Democratico  | 3 gennaio 1959   | 11 dicembre 1968 | 86 · 87 · 88 · 89 · 90                                                                                       | 2 1⁄2   | 1958 · 1960 · 1966 Deceduto |
| Vacante | Vacante | Vacante      | Vacante | Vacante      | 11 dicembre 1968 | 24 dicembre 1968 | 90 |         | |
| 2       |         | Ted Stevens  |         | Repubblicano | 24 dicembre 1968 | 3 gennaio 2009   | 91 · 92 · 93 · 94 · 95 · 96 · 97 · 98 · 99 · 100 · 101 · 102 · 103 · 104 · 105 · 106 · 107 · 108 · 109 · 110 | 6 1⁄2   | Nominato per continuare il mandato di Bartlett · Eletto per terminare il mandato di Bartlett · 1972 · 1978 · 1984 · 1990 · 1996 · 2002 Perse la rielezione |
| 3       |         | Mark Begich  |         | Democratico  | 3 gennaio 2009   | 3 gennaio 2015   | 111 · 112 · 113                                                                                              | 1       | 2008 Perse la rielezione |
| 4       |         | Dan Sullivan |         | Repubblicano | 3 gennaio 2015   | in carica        | 114 · 115 · 116 · 117 · 118 · 119                                                                            | 2       | 2014 · 2020 |

### Classe 3
| N.      | Foto    | Senatore        | Partito | Partito      | Carica           | Carica           | Congresso                                                                   | Mandati | Elezioni                                                                |
| N.      | Foto    | Senatore        | Partito | Partito      | Inizio           | Termine          | Congresso                                                                   | Mandati | Elezioni                                                                |
| ------- | ------- | --------------- | ------- | ------------ | ---------------- | ---------------- | --------------------------------------------------------------------------- | ------- | ----------------------------------------------------------------------- |
| 1       |         | Ernest Gruening |         | Democratico  | 3 gennaio 1959   | 3 gennaio 1969   | 86 · 87 · 88 · 89 · 90                                                      | 2 1⁄2   | 1958 · 1962 Non ottenne la ricandidatura                                |
| 2       |         | Mike Gravel     |         | Democratico  | 3 gennaio 1969   | 3 gennaio 1981   | 91 · 92 · 93 · 94 · 95 · 96                                                 | 2       | 1968 · 1974 Non ottenne la ricandidatura                                |
| 3       |         | Frank Murkowski |         | Repubblicano | 3 gennaio 1981   | 2 dicembre 2002  | 97 · 98 · 99 · 100 · 101 · 102 · 103 · 104 · 105 · 106 · 107                | 3 1⁄2   | 1980 · 1986 · 1992 · 1998 Si dimise per diventare Governatore           |
| Vacante | Vacante | Vacante         | Vacante | Vacante      | 2 dicembre 2002  | 20 dicembre 2002 | 107                                                                         |         |                                                                         |
| 4       |         | Lisa Murkowski  |         | Repubblicano | 20 dicembre 2002 | in carica        | 107 · 108 · 109 · 110 · 111 · 112 · 113 · 114 · 115 · 116 · 117 · 118 · 119 | 4 1⁄2   | Nominata per terminare il mandato del padre · 2004 · 2010 · 2016 · 2022 |